# Accademie e scuole militari in Italia

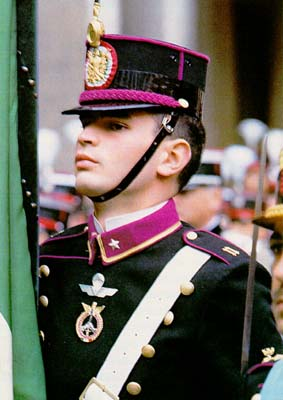
Un allievo dell'Accademia militare di Modena

Le accademie e scuole militari in Italia sono istituti di formazione militare sotto il controllo diretto dell'amministrazione competente.
Alcune sono interforze, ovvero sono frequentate dal personale di tutte le forze armate italiane; altre sono specifiche di forza armata. Oltre alle accademie, esistono diversi tipi di scuole militari; il denominativo comune "scuola" fa però riferimento a tipi di istituti formativi completamente differenti tra loro, da non confondere.

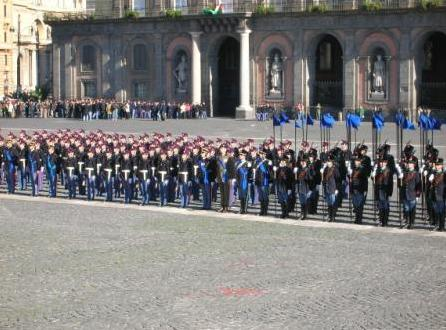
Allievi della scuola militare Nunziatella.

## Scuole superiori militari
Le scuole militari sono scuole superiori ad ordinamento militare, comprendenti percorsi formativi di liceo classico, scientifico, scientifico opzione scienze applicate, cui possono accedere i ragazzi a partire dai 15 anni (ovvero dal III liceo per lo scientifico e dal I liceo corrispondente al terzo anno per il classico), con lo scopo di prepararli per l'accesso alle accademie militari. La tradizione delle Scuole Militari è nata con la scuola militare Nunziatella di Napoli (Esercito) e il Collegio navale, oggi Scuola navale militare "Francesco Morosini" di Venezia (Marina Militare).
In anni recenti, è stata riaperta la Scuola militare "Teulié" di Milano (Esercito) ed è stata fondata la Scuola militare aeronautica "Giulio Douhet" di Firenze (Aeronautica Militare).

## Accademie militari e scuole d'applicazione d'arma
Le accademie militari sono le istituzioni formative degli ufficiali di carriera delle diverse forze armate; istituzioni in cui, oltre a conseguire un diploma di laurea (che, in base all'accademia ed al percorso di inquadramento scelto può essere in scienze strategiche, ingegneria, medicina e chirurgia, etc.), si riceve una formazione militare approfondita. La formazione è integrata da un'intensa attività fisica, e dalla pratica di sport d'élite quali equitazione, scherma, paracadutismo, arti marziali, ecc...
I percorsi formativi d'accademia, compreso il proseguimento dei corsi che si segue presso le scuole d'applicazione d'arma post-accademia, durano 4 o 5 anni (comprensivi anche di lunghi periodi di tirocinio di Reparto, e del conseguimento degli eventuali brevetti necessari per la propria arma / specialità di assegnazione).

## Scuole di guerra
Le scuole di guerra sono invece istituti formativi avanzati, riservati agli ufficiali di carriera delle forze armate con diversi anni di esperienza, che vi devono frequentare i corsi di perfezionamento e preparazione alle responsabilità di comando superiore nel momento di passaggio dai ranghi degli ufficiali "inferiori" a quelli degli ufficiali "superiori" (per l'Esercito, ad esempio, nel momento del passaggio al grado di maggiore).

## Scuole e centri di formazione
Esistono poi le cosiddette "scuole di formazione" (da non confondersi né con le scuole superiori militari, né con le scuole d'applicazione d'arma), che sono centri o istituti interni alle diverse forze armate, e che forniscono l'inquadramento iniziale per sottufficiali o truppa addetta a particolari ruoli/specialità. Erogano inoltre corsi di formazione, di breve o media durata, al personale già inquadrato (truppa, sottufficiali, ufficiali), per il conseguimento di particolari competenze operative e specialistiche.

## Elenco degli istituti militari di formazione in Italia

### Interforze

#### Accademie e scuole d'applicazione
- Centro alti studi per la difesa - CASD[1], Roma
  - Istituto alti studi per la difesa - IASD[2]
  - Centro militare di studi strategici - CeMiSS[3]
  - Istituto superiore di stato maggiore interforze - ISSMI[4]

#### Scuole di formazione
- Scuola militare di sanità e veterinaria, Cecchignola Roma
- Scuola telecomunicazioni Forze Armate, Chiavari
- Scuola interforze per la difesa NBC, Rieti
- Scuola di Aerocooperazione, Guidonia

### Di forza armata

#### Esercito

##### Scuole superiori militari
- Scuola militare "Nunziatella", Napoli
- Scuola militare "Teulié", Milano

##### Accademie e scuole di avanzamento
- Accademia militare, Modena
- Scuola di applicazione e Istituto di studi militari dell'Esercito, Torino

##### Istituti militari di formazione di base
- Scuola sottufficiali dell'Esercito Italiano, Viterbo
- Raggruppamento unità addestrative, Capua
  -  80º Reggimento "Roma", Cassino (funge da scuola addestrativa per allievi sergenti dell'Esercito)
  -  17º Reggimento "Acqui", Capua
  -  47º Reggimento "Ferrara", Capua
  -  85º Reggimento "Verona", Montorio Veronese
  -  91º Battaglione "Lucania", Potenza
  -  123º Reggimento "Chieti", Chieti
    -  57º Battaglione "Abruzzi", Sulmona (dipendente dal 123º Reggimento "Chieti")

  -  235º Reggimento addestramento volontari "Piceno", Ascoli Piceno
  - Reparto (Btg.) Supporti "Capua", Capua

##### Istituti militari di formazione interna
- Scuola lingue estere dell'Esercito Italiano, Perugia
- Centro di addestramento ginnico sportivo militare, Roma-Cecchignola

##### Scuole d'arma
- Scuola di Fanteria, Cesano di Roma
- Scuola di Cavalleria, Lecce
- Scuola di Artiglieria, Bracciano
- Scuola del Genio, Roma-Cecchignola
- Scuola delle trasmissioni e informatica, Roma-Cecchignola
- Scuola Trasporti e Materiali, Roma-Cecchignola
- Scuola di commissariato, Maddaloni
- Scuola militare di sanità e veterinaria, Grosseto
- Centro addestramento e sperimentazione artiglieria controaerei, Sabaudia

##### Centri militari di formazione operativa
- Centro addestramento alpino, Aosta
- Centro addestramento di paracadutismo, Pisa
- Reparto addestrativo forze speciali
- Centro addestrativo aviazione dell'Esercito, Viterbo
  - 1º Gruppo squadroni aviazione dell'Esercito "Auriga", Viterbo
  - 2º Gruppo squadroni aviazione dell'Esercito "Sestante", Viterbo
  - 21º Gruppo squadroni aviazione dell'Esercito "Orsa Maggiore", Cagliari-Elmas
- Centro Studi e Ricerche della Sanità e Veterinaria dell'Esercito, Roma

#### Marina Militare

##### Scuole superiori militari
- Scuola navale militare "Francesco Morosini", Venezia

##### Accademie e scuole d'applicazione
- Accademia navale, Livorno
- Istituto di studi militari marittimi, Venezia

##### Scuole di formazione
- Scuola sottufficiali Marina Militare, Taranto,
- Scuola sottufficiali Marina Militare, La Maddalena

##### Scuola di specialità
- Scuola sommergibili, Taranto

#### Aeronautica Militare

##### Scuole superiori militari
- Scuola militare aeronautica "Giulio Douhet", Firenze

##### Accademie e scuole d'applicazione
- Accademia Aeronautica, Pozzuoli
- Istituto di scienze militari aeronautiche, Firenze

##### Scuole di formazione
- Centro di formazione didattica e manageriale, Firenze
- Centro di Formazione Aviation English, Loreto
- Scuola marescialli dell'Aeronautica Militare, Viterbo
- Scuola specialisti dell'Aeronautica Militare, Caserta
- Scuola volontari dell'Aeronautica Militare, Taranto

##### Scuole di volo
- 61º Stormo, Galatina
- 70º Stormo, Latina
- 72º Stormo, Frosinone

#### Arma dei carabinieri

##### Accademie e scuole d'applicazione
- Accademia militare di Modena
- Scuola ufficiali carabinieri, Roma

##### Istituti militari di formazione di base
- Scuola allievi marescialli e brigadieri dei carabinieri, Firenze
  - 1º Reggimento allievi marescialli, Firenze
  - 2º Reggimento allievi marescialli e brigadieri, Velletri
- Legione allievi carabinieri, Roma
  - Scuola allievi carabinieri, Campobasso
  - Scuola allievi carabinieri, Iglesias
  - Scuola allievi carabinieri, Reggio Calabria
  - Scuola allievi carabinieri, Roma
  - Scuola allievi carabinieri, Torino
  - Scuola allievi carabinieri, Taranto[5][6]
- Scuola carabinieri di perfezionamento al tiro, Roma
- Centro lingue estere dell'Arma dei carabinieri, Roma
- Centro di psicologia applicata per la formazione, Roma
- CoESPU - Centro di Eccellenza per le Stability Police Units, Vicenza
- Istituto Superiore di Tecniche investigative, Velletri

##### Centri di formazione operativa
- Centro di addestramento cinofilo, Volpago del Montello
- Scuola di equitazione, Marsiliana
- Scuola di alpinismo, Auronzo di Cadore

##### Centri per la formazione degli specializzati
- Centro elicotteri carabinieri, Pratica di Mare
- Centro carabinieri addestramento alpino, Selva di Val Gardena
- Centro carabinieri subacquei, Genova
- Centro carabinieri cinofili, Firenze
- Centro ippico carabinieri, Roma
- Centro carabinieri per la formazione degli specializzati e l'aggiornamento nel settore telematico, Velletri
- Reparto addestrativo del 1º Reggimento carabinieri paracadutisti "Tuscania", Pisa e successivamente Livorno.
- Scuola forestale carabinieri, Cittaducale (Rieti)
  - Centri addestramento:
    - Sabaudia
    - Cittaducale
    - Rieti
    - Ceva
    - Castel Volturno

### Delle forze dell'ordine e dei corpi militari dello Stato

#### Guardia di finanza

##### Accademie e scuole di formazione
- Accademia della Guardia di Finanza, Bergamo
- Scuola ispettori e sovrintendenti, L'Aquila
- Scuola allievi finanzieri, Bari
- Scuola alpina, Predazzo
- Scuola nautica, Gaeta

##### Post formazione
- Scuola di Polizia Economica Finanziaria, Lido di Ostia
- Scuola addestramento di specializzazione, Orvieto

#### Polizia di Stato

##### Accademie e scuole d'applicazione
- Scuola superiore di Polizia, Roma (L'"Accademia del Corpo delle Guardie di Pubblica Sicurezza", nata nel 1964 ed equivalente per la P.S. dell'Accademia Militare, è stata soppressa nel 1982)
- Scuola Superiore di Polizia, sede distaccata, Spoleto

##### Scuole di formazione
- Scuola per Ispettori, Nettuno
- Scuola per Sovrintendenti, Spoleto
- Scuola di formazione per i servizi ippomontati, Ladispoli
- Scuola aperta per i servizi di polizia a cavallo per le Forze di Polizia ad ordinamento civile (interforze), Foresta Burgos
- Scuola di addestramento professionale, Abbasanta
- Scuola di Polizia Giudiziaria Amministrativa Investigativa, Brescia
- Scuola per il Controllo del Territorio, Pescara
- Centro addestramento della Polizia di Stato per la polizia stradale, ferroviaria, di frontiera e delle comunicazioni, Cesena
- Centro addestramento alpino, Moena
- Centro nautico e sommozzatori, La Spezia
- Centro addestramento e standardizzazione volo, Pratica di Mare
- Centro di Formazione per la tutela dell'ordine pubblico, Nettuno
- Centro Nazionale specializzazione e perfezionamento al tiro, Nettuno
- Centro Nazionale Allevamento e Addestramento Cani della Polizia di Stato, Nettuno
- Scuola allievi agenti, Vibo Valentia
- Scuola allievi agenti, Caserta
- Scuola allievi agenti, Trieste
- Scuola allievi agenti, Peschiera del Garda
- Scuola allievi agenti, Alessandria
- Scuola allievi agenti, Piacenza
- Scuola allievi agenti, Roma
- Scuola allievi agenti, Bolzano
- Scuola allievi agenti, Campobasso
- Scuola allievi agenti, Vicenza

#### Corpo di polizia penitenziaria

##### Formazione e specializzazione dei dirigenti
- Scuola Superiore dell'Esecuzione Penale (SSEP), già Istituto superiore di studi penitenziari (ISSP) (unica sede a Roma)
- Cairo Montenotte
- Monastir
- Parma
- Portici
- Roma
- San Pietro Clarenza
- Sulmona
- Verbania

##### Istituti di Istruzione
- Istituto nazionale di sperimentazione e perfezionamento al tiro (unica sede a Roma)
- Centro addestramento cinofili (unica sede ad Asti)

#### Interforze di Polizia
- Scuola di perfezionamento per le forze di polizia, Roma

Nata nel 1981 provvede a corsi di Alta Formazione per tutte le forze di polizia italiane (CC, PS, GDF e PP) in più organizza studi, congressi e corsi riguardanti il coordinamento delle forze di polizia. È retta da un generale di divisione o da un dirigente generale.